# Wallfahrtskirche Aufhausen

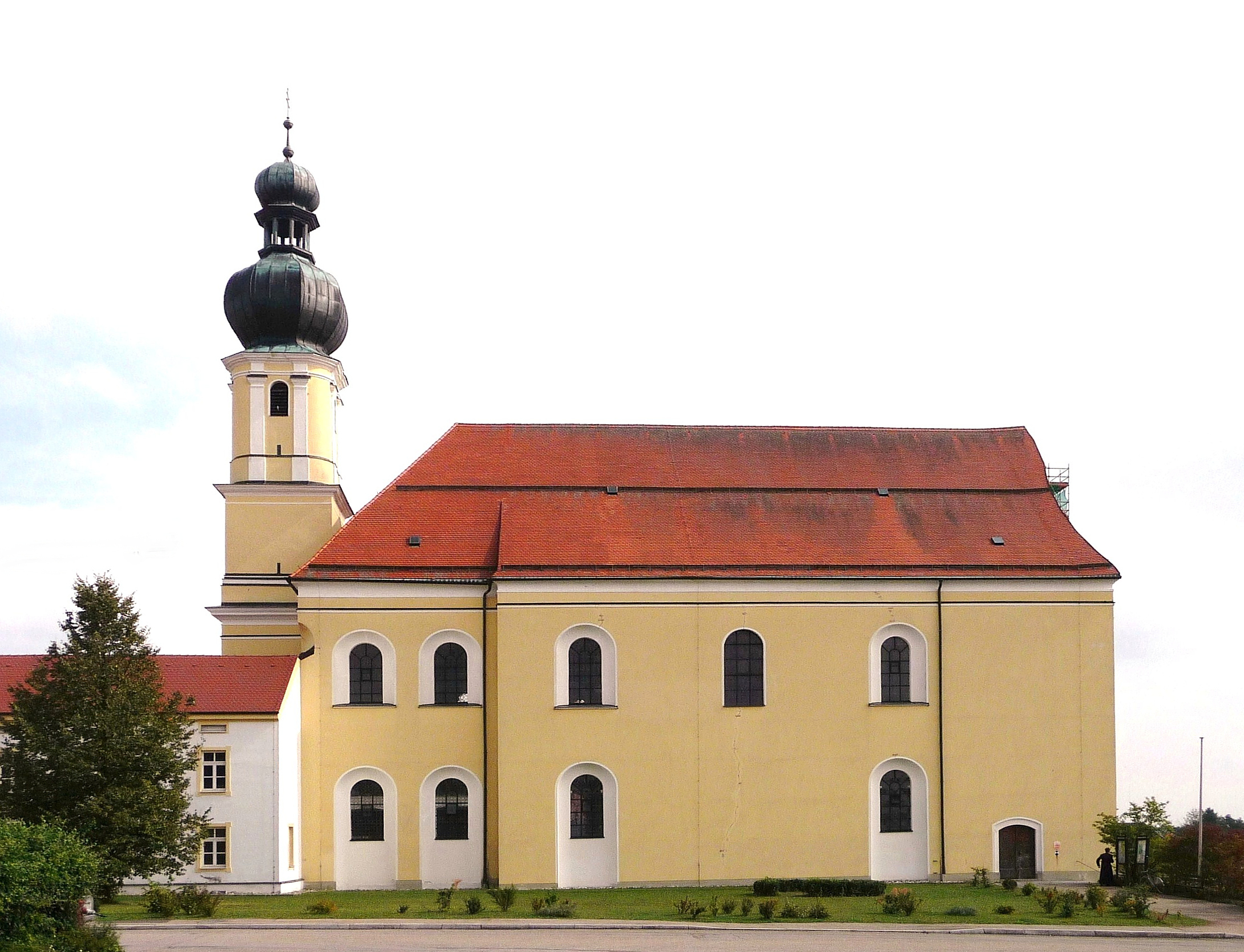
Außenansicht der Wallfahrtskirche Maria Schnee

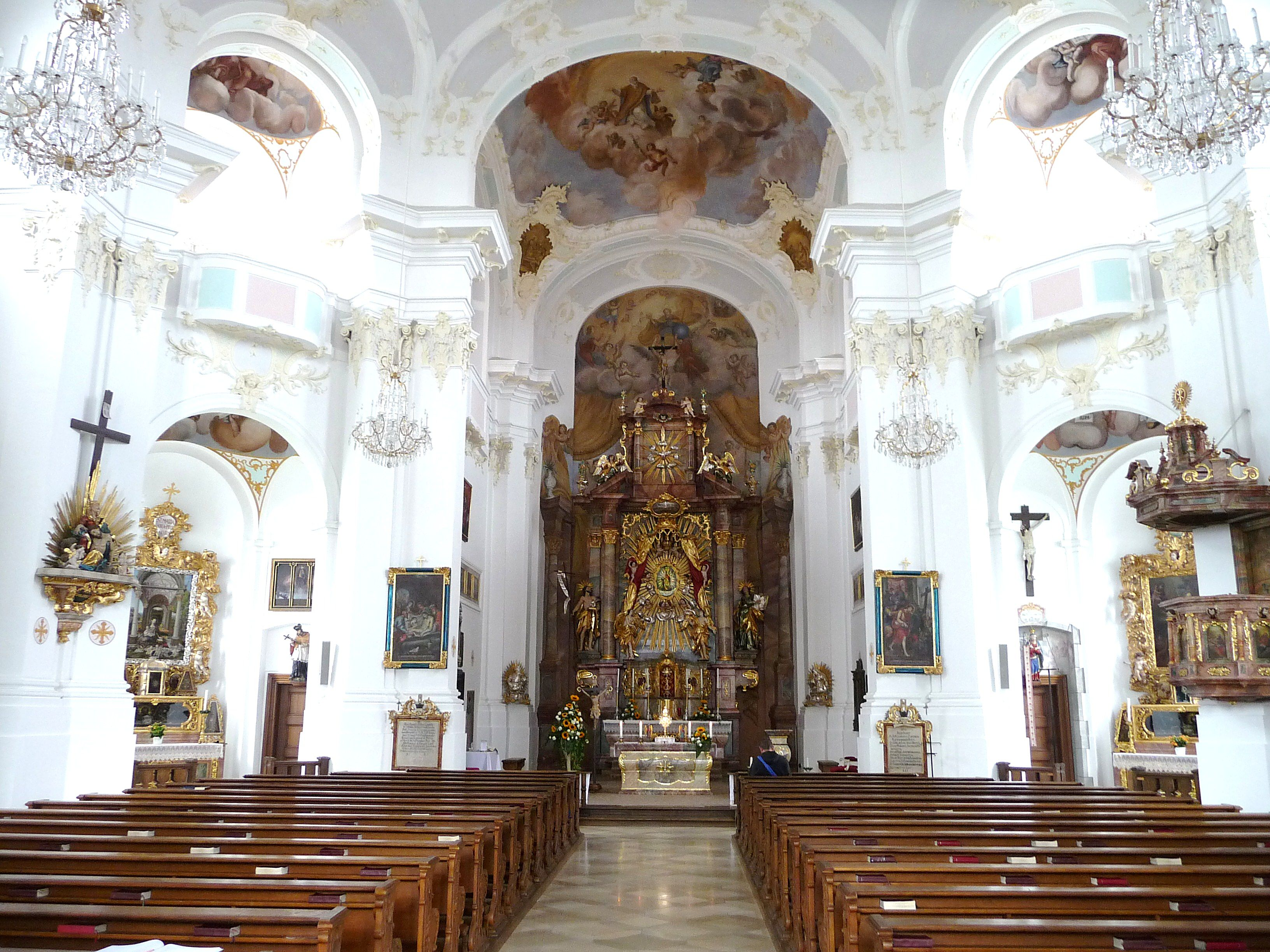
Innenraum der Wallfahrtskirche Maria Schnee

Die Wallfahrtskirche Maria Schnee ist eine Rokokokirche in Aufhausen im Oberpfälzer Landkreis Regensburg. Das auf einer Anhöhe nördlich des Großen Labertals gelegene Bauwerk ist weithin sichtbar. Das Titularfest Maria Schnee wird am 5. August bzw. am nächstliegenden Sonntag gefeiert. Bei guter Witterung findet abends ein Festgottesdienst auf dem großen Kirchvorplatz statt, gefolgt von einer Lichterprozession durch den Ort.

## Geschichte
Die Wallfahrt geht auf den Aufhausener Pfarrvikar Johann Georg Seidenbusch (1641–1729) zurück. Dieser hatte während seiner Münchner Studentenzeit auf seine Bitte hin und wegen besonderer Verdienste eine auf einem Speicher abgestellte Muttergottesstatue geschenkt bekommen, eine Nachbildung des Gnadenbildes Maria Schnee aus Rom. Herzog Wilhelm V. hatte sie 1580 den Studenten gestiftet, dann aber war sie durch eine neue Figur ersetzt worden. Seidenbusch nahm die Statue mit zum Theologiestudium an der Universität Ingolstadt und dann in die Pfarrei Aufhausen, wo er ab 1667 tätig war. Anfangs wurde Tag für Tag im Pfarrhaus vor dieser Statue gebetet. Im Jahre 1668 errichtete Seidenbusch für seine Marienstatue eine hölzerne Kapelle. Die Wallfahrt dorthin blühte rasch auf, für den Zeitraum von 1670 bis 1689 sind 132 Gebetserhörungen verzeichnet. So wurde zwischen 1670 und 1673 anstelle der Kapelle die erste kleine Wallfahrtskirche erbaut, seinerzeit auch als Marianisches Haus bezeichnet. Hier erklang zum ersten Mal das Lied Gegrüßet seist du, Königin (Urform). Franz von Cammerloher, Kanzler des Erzbischofs von Salzburg und Gesandter beim Regensburger Reichstag, stiftete Krone, Ring und Zepter für das Gnadenbild.
Da Seidenbusch als einzelner Priester mit der Wallfahrtsseelsorge bald überfordert war, gründete er zur Betreuung der Pilger das Kloster Aufhausen mit dem ersten Oratorium des heiligen Philipp Neri in Deutschland. Dabei handelt es sich um eine Gemeinschaft von Diözesanpriestern ohne Ordensgelübde. Im Jahr 1692 wurde ein dementsprechender Vertrag mit dem Kloster Sankt Emmeram in Regensburg geschlossen, an den ein Kalksteinrelief in der sogenannten Karl-Borromäus-Kapelle erinnert. Die offizielle Einrichtung erfolgte mit der päpstlicher Anerkennung am 6. Juli 1695. Kaiser Leopold I., zu dem Seidenbusch gute Beziehungen pflegte, schenkte ihm für das Gnadenbild ein goldenes Herz mit 34 Edelsteinen, gehalten von einem silbernen Engel. Außerdem gab er während des Spanischen Erbfolgekrieges einen Schutzbrief für das Kloster aus, der später auch während der Erbauungszeit der heutigen Kirche im Österreichischen Erbfolgekrieg nützlich war.
Auch der Tod Seidenbuschs im Jahr 1729 tat der Wallfahrt keinen Abbruch. Sie war inzwischen zu einer der bedeutendsten im Bistum Regensburg geworden. Da das Marianische Haus bereits wieder baufällig und außerdem zu klein geworden war, wurde in den 1730er Jahren von dem neugewählten Propst Josef Magg ein Kirchenneubau vorangetrieben. Am 12. August 1735 erhielt der aus Burglengenfeld stammende Johann Michael Fischer den Auftrag für Planung und Bau einer neuen Wallfahrtskirche. Sie sollte sein einziges Bauwerk in der Oberpfälzer Heimat werden. Fischer erstellte daraufhin ein Modell, das auch ein neues Priesterhaus für das Oratorianerkollegium vorsah. Letzteres wurde aber nie realisiert. Für das heute noch bestehende Gotteshaus wurde schließlich am 12. Juni 1736 der Grundstein gelegt. Aus finanziellen Gründen zog sich die Bauzeit bis zum Jahr 1740 hin. Wegen der zunächst fehlenden Innenausstattung wurde die Kirche erst 1751 geweiht. Der Turm wurde gar erst 1761 vollendet, auch die Glocken wurden in diesem Jahr angeschafft.
Nachdem das Oratorianerkollegium bereits 1829 offiziell aufgelöst worden war, versahen die Ordenspriester noch bis 1886 den Wallfahrtsgottesdienst. Im Zeitraum zwischen 1890 und 1978 übernahmen die Benediktiner aus dem Kloster Metten Pfarrei und Wallfahrt. Von 1978 bis 2006 wirkten Diözesanpriester in Aufhausen. Seitdem ist die Seelsorge den Brüdern vom Heiligen Blut anvertraut. Diese Gemeinschaft aus Priester und Laien wurde unter dem damaligen Regensburger Bischof Gerhard Ludwig Müller zur Kongregation des Oratoriums des hl. Philipp Neri in Aufhausen umgewandelt. Damit übernahmen die Oratorianer wieder Pfarrei und Wallfahrt in Aufhausen.
Die letzten größeren Renovierungsmaßnahmen an dem Kirchengebäude wurden in den Jahren 1901 bis 1903, 1933 sowie 1978 bis 1990 durchgeführt. In jüngster Zeit erfolgte eine umfassende Neugestaltung des weitläufigen Kirchenvorplatzes im Rahmen der Dorferneuerung in Aufhausen.

## Beschreibung

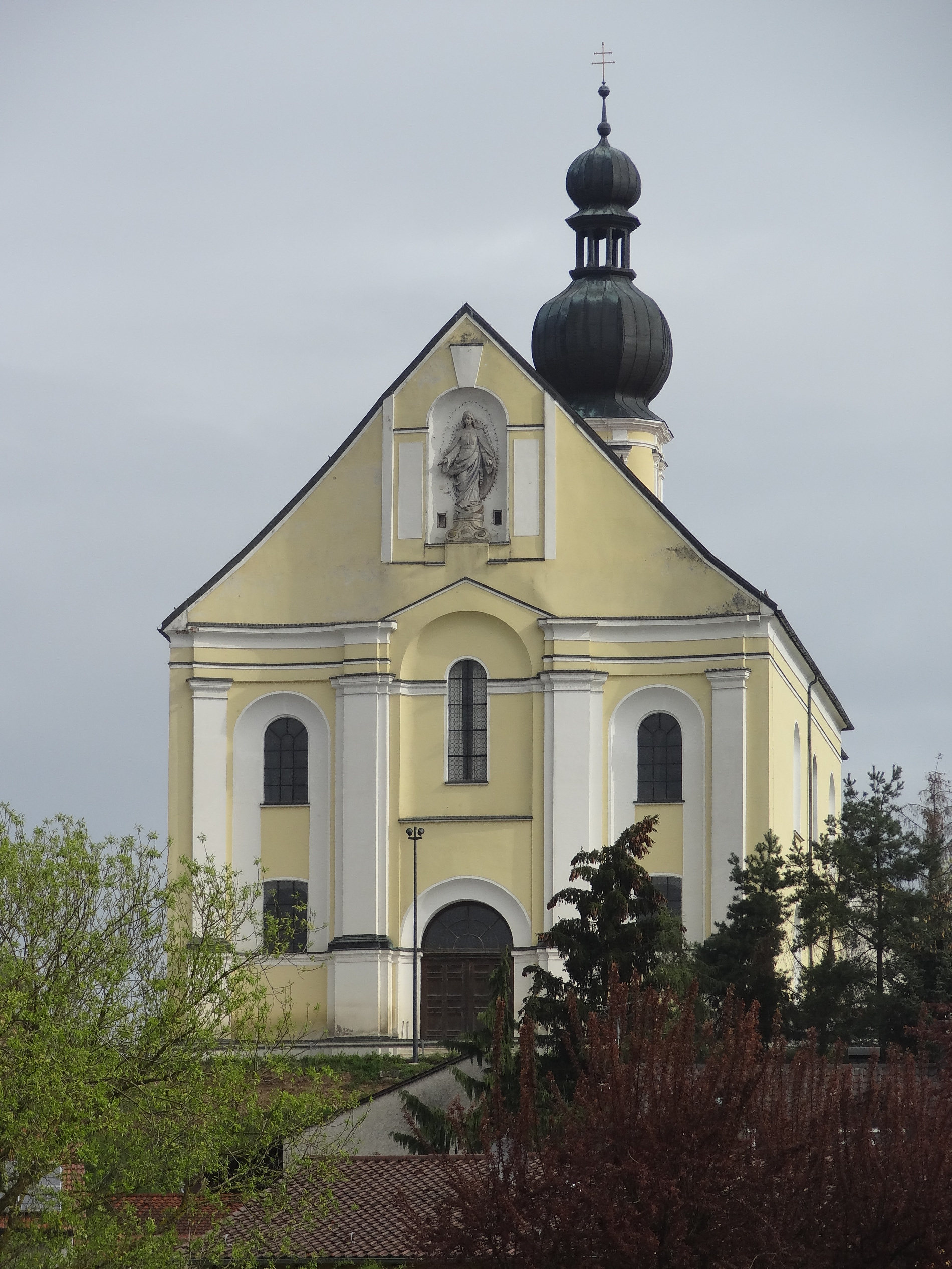
Kurvierte Südfassade der Wallfahrtskirche

### Architektur
Der rechteckige Kirchenbau mit 35 Metern Länge und 22 Metern Breite ist nach Norden ausgerichtet. Das Äußere ist bis auf Südfassade sehr schlicht gehalten und nur durch die Rundbogenfenster gegliedert. Die Südseite der Kirche weist zur Hauptstraße hin und ist aufgrund des steil abfallenden Hanges weithin sichtbar. Die leicht kurvierte Fassade mit dem rundbogigen Hauptportal wird durch Pilaster auf hohen Sockeln und Gesimse in drei Achsen gegliedert. Nach oben hin schließt sie mit einem Dreiecksgiebel ab, der wohl nicht den ursprünglichen Planungen entspricht. Wahrscheinlich sollte hier ein vorgeblendeter Schweifgiebel entstehen. In der Figurennische wurde Anfang des 20. Jahrhunderts eine Statue der Maria Immaculata aufgestellt. An der Nordturm ist mittig der Turm angebaut. Oberhalb des quadratischen Untergeschosses erhebt sich das Glockengeschoss mit abgerundeten Ecken und Schallöffnungen zwischen je zwei Pilastern. Den oberen Abschluss bildet eine Zwiebelhaube mit Laterne.
Im Inneren ist der rechteckige Grundriss nicht erkennbar. Das Kirchenschiff bildet ein achteckiger Hauptraum, dem sich eine südliche Vorhalle mit breitem Mitteljoch und schmalen Seitenjochen sowie der nördliche Chor mit beidseitigen Sakristeianbauten zuordnen. An den beiden Enden der Querachse des Hauptraumes liegen breite, flache Kapellennischen; etwas tiefere, aber weniger breite Nischen finden sich an den vier Enden der Diagonalachsen, darüber jeweils Oratorien mit geschweiften Brüstungen. Der Hauptraum wird wie die Diagonalnischen, die Oratorien, die Vorhalle und die darüber liegende Orgelempore von einer Flachkuppel überspannt. Die seitlichen Altarnischen besitzen ein Tonnengewölbe, der Chor eine Hängekuppel. Sämtliche vom Hauptraum ausgehend Öffnungen sind rundbogig ausgeführt; dazwischen befinden sich Pilaster mit stuckierten Kapitellen, die aufwändig profilierte Gebälkstücke zu tragen scheinen. Der für eine Rokokokirche sehr sparsam eingesetzte Stuck stammt von dem Münchner Meister Johann Georg Funk.

### Deckengemälde

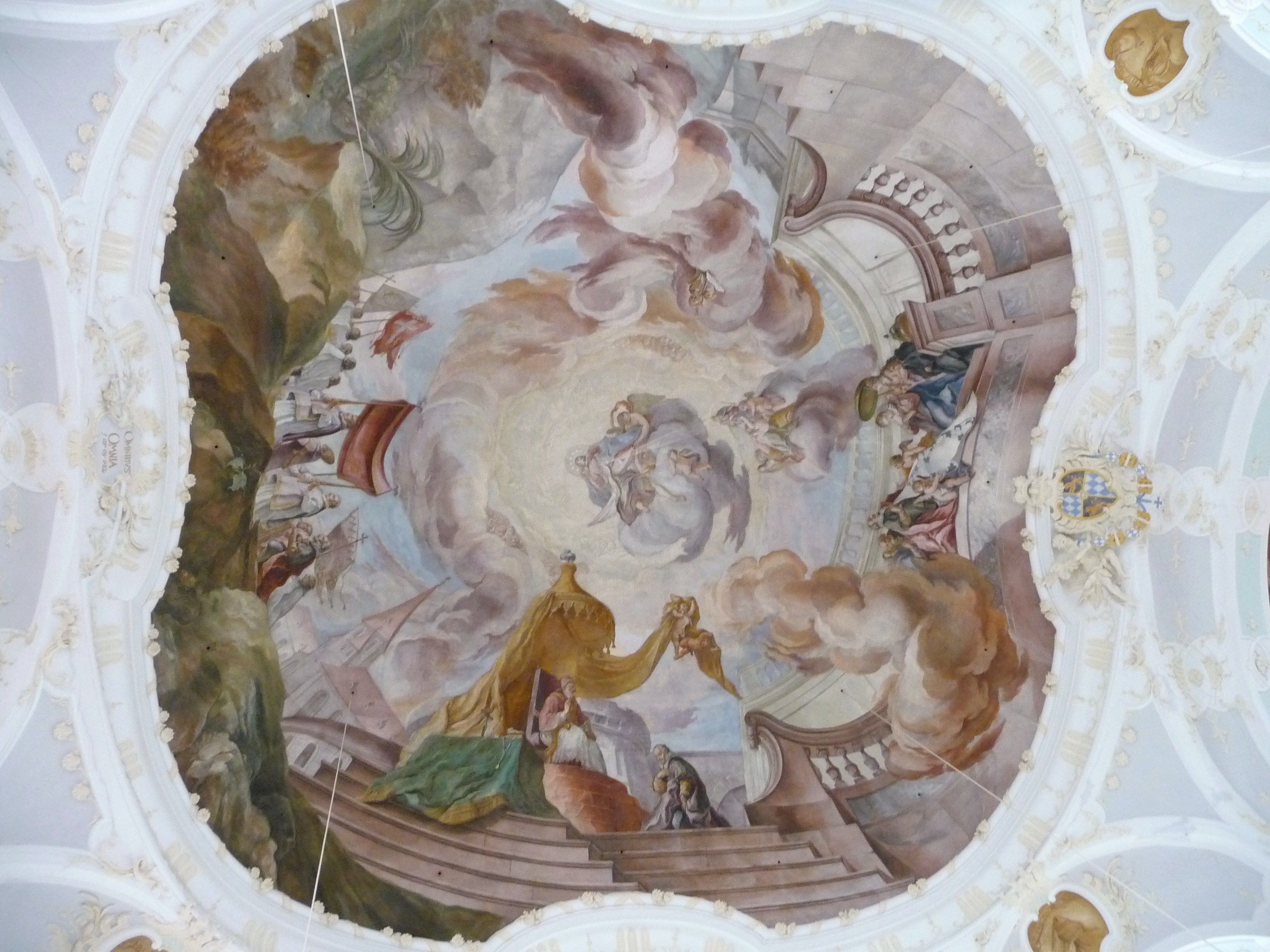
Deckenfresko im Kirchenschiff

Die reichhaltige Ausstattung des Kirchenraumes mit Deckenfresken nimmt vor allem auf die Gottesmutter Maria Bezug. Das große Deckengemälde des Hauptraumes zeigt die Maria-Schnee-Legende. Sie geht auf einen römischen Patrizier zurück, dem Maria in einer Vision anwies, an der Stelle eine Kirche zu bauen, die er schneebedeckt findet. Mitten im Sommer fand er daraufhin den römischen Hügel Esquilin schneebedeckt vor. Dort wurde womöglich von Papst Liberius der Vorgängerbau der Basilika Santa Maria Maggiore errichtet. Dieses Geschehen wurde von dem Münchner Maler Franz Joseph Zitter mit Bezug auf Aufhausen umgesetzt. An zentraler Stelle ist Maria in der Glorie zu sehen, von deren Herz ein Gnadenstrahl ausgeht. Das Chorfresko zeigt den heiligen Philipp Neri in der himmlischen Glorie, kniend mit einem Rosenkranz vor der Gottesmutter. In den übereck gestellten Zwickelbildern befinden sich Ton-in-Ton-Malereien mit Szenen aus dem Leben des Heiligen: der heilige Philipp Neri steht den Sterbenden bei, er treibt die Dämone aus, er befreit die Seelen im Fegefeuer, er bekehrt die Sünder.
Das Deckenfresko im Mitteljoch der Vorhalle zeigt Abraham, der bereit ist, seinen Sohn Isaak zu opfern. In den Seitenjochen erkennt man allegorische Darstellungen der Jungfrau Maria, die mit dem Mond verglichen wird. Die vier Deckengemälde entsprechen den Anrufungen Mariens in der Lauretanischen Litanei. Diese vier Lobpreisungen wiederholen sich in den Diagonalkapellen, wo auch die vier Kirchenväter Papst Gregor der Große mit der Taube, Augustinus mit dem Knaben, Hieronymus mit dem Löwen und Ambrosius mit dem Bienenkorb dargestellt sind. Auch in den Fresken über den vier Oratorien stehen Beischriften Mariens im Zentrum, über der Orgel sieht man König David beim Harfenspiel.

### Altäre
Der Hochaltar ist älter als die Kirche und stammt noch aus dem barocken Vorgängerbau. Es handelt sich um einen barocken Ädikula-Altar mit zweisäuligem Aufbau. Außerhalb der Säulen stehen Figuren von Johannes dem Täufer (links) und von Johannes Evangelist (rechts). Die Ädikula befindet sich zwischen gesprengten Giebelstücken und zeigt eine Taube als Symbol für den Heiligen Geist, umgeben mit einem Strahlenkranz. Den oberen Abschluss bildet ein holzgeschnitztes Kruzifix. Zwischen den Säulen ist an zentraler Stelle das Gnadenbild Maria Schnee, von dem ebenfalls zahlreiche goldene Strahlen ausgehen, in einem ovalen Glasschrein angebracht. Im Stipes des Hochaltares sind als Reliquie die Gebeine des heiligen Desiderius untergebracht. Da der Altar eigentlich zu klein und zu niedrig für den Chorraum ist, wurde der Aufbau durch Illusionsmalerei an der Apsis-Rückwand optisch vergrößert. Er scheint dadurch ein zusätzliches Säulenpaar und eine gekurvte Form zu erhalten. Auch oberhalb der Ädikula setzt sich der Altar in dem Wandgemälde fort, hier allerdings eher thematisch. Hier ist nämlich Gott Vater dargestellt, der gemeinsam mit der Heilig-Geist-Taube an der Ädikula und dem Kruzifix die Dreifaltigkeit versinnbildlicht.
Die beiden großen Seitenaltäre befinden sich in den breiten flachen Nischen auf der Ost- und Westseite des Hauptraumes. Sie wurden beide 1747 vom Pfarrer von Sallach gestiftet und besitzen den gleichen Aufbau. Der rechte (östliche) Seitenaltar ist der Josefi-Altar. Er enthält über dem Tabernakel ein kleines Gemälde mit einer Darstellung des Apostels Judas Thaddäus. Das Altarblatt zeigt den heiligen Josef mit Maria dem Jesuskind. Im Auszug ist Maria Magdalena als Büßerin dargestellt. Der linke (westliche) Seitenaltar, der Herz-Jesu-Altar, enthält über dem Tabernakel ein kleines Herz-Jesu-Bild. Das große Altarblatt zeigt die Pfingstvision des heiligen Philipp Neri. Im Auszug ist der Apostel Simon Petrus zu sehen. Die vier silbern gefassten Holzbüsten auf den Seitenaltären zeigen die von den Nerianern besonders verehrten Heiligen Karl Borromäus und Ignatius von Loyola am Josefi-Altar sowie Philipp Neri und Franz von Sales am Herz-Jesu-Altar.

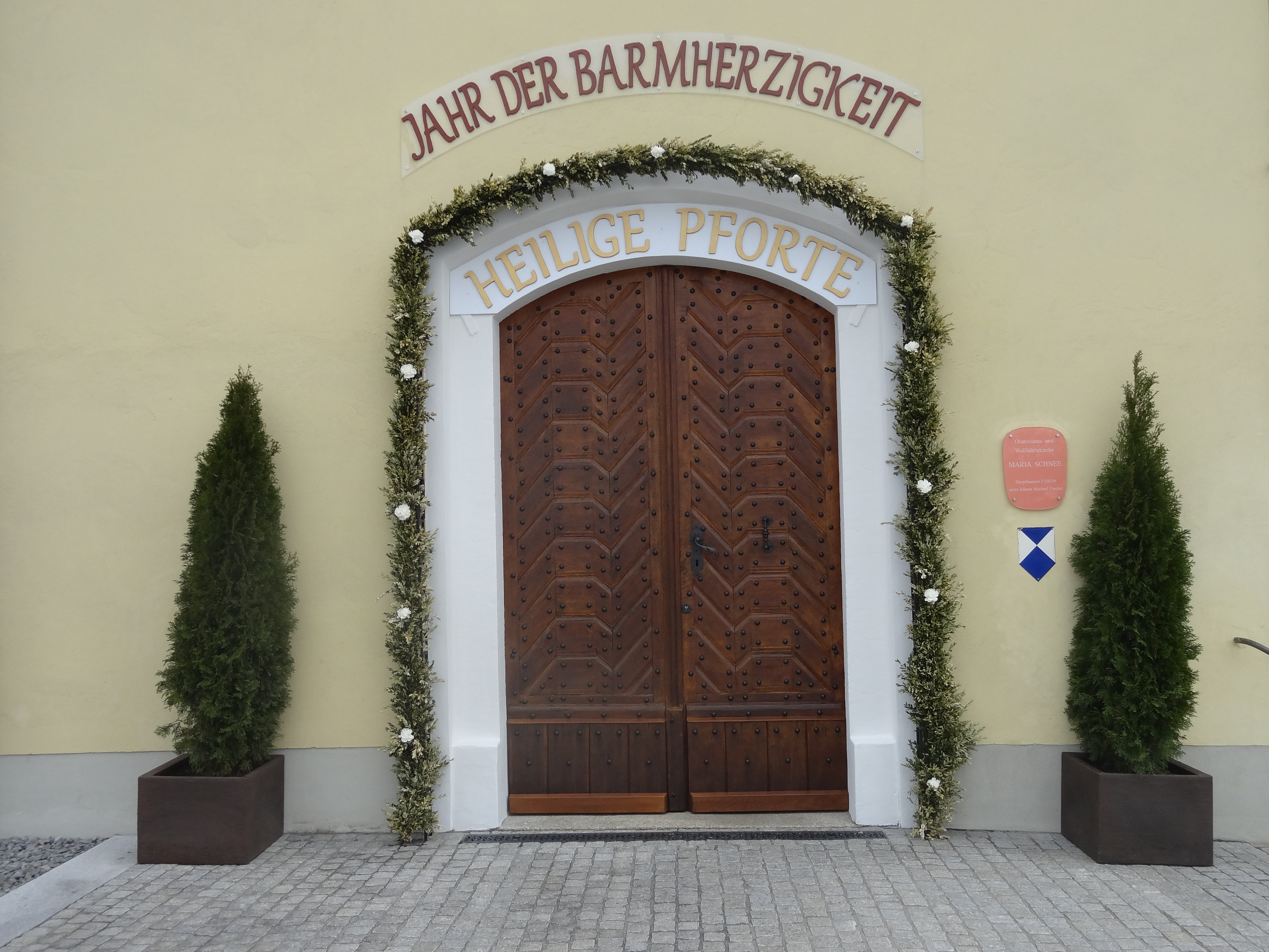
Die Heilige Pforte im Jahr der Barmherzigkeit (2016)

In der nordwestlichen Diagonalkapelle, der Frauenkapelle befindet sich das wohl bedeutendste Werk der Kircheneinrichtung. Das Altargemälde mit dem Titel „Madonna in der Halle“, ein Werk der frühen Renaissancemalerei, entstand um 1515 und wird dem Augsburger Maler Jörg Breu d. Ä. zugeschrieben. Es wurde der Wallfahrtskirche 1696 gestiftet. Seither ist das Bild von einem prachtvollen Akanthusrahmen mit Putten umgeben. Ähnlich ist auch der Altar in der nordöstlichen Philipp-Neri-Kapelle gestaltet, der ebenfalls 1696 gestiftet wurde. Das Altargemälde zeigt den Heiligen im Messgewand als Patron der Sterbenden und der Armen Seelen. Früher befand sich möglicherweise auch ein Heiliges Grab in der Philipp-Neri-Kapelle. Beide Altäre in den nördlichen Diagonalkapellen verfügen über einen Schrein mit Gebeinen der Katakombenheiligen Johannes (Frauenkapelle) und Viktor (Philipp-Neri-Kapelle).
In beiden südlichen Diagonalkapellen, der Karl-Borromäus-Kapelle im Südwesten und der Franz-Sales-Kapelle im Südosten, befinden sich Renaissance-Altäre mit Ädikula, die man 1808 aus München erhielt. In der Predella-Zone befindet sich jeweils ein Glasschrein mit Reliquien und Klosterarbeiten. Am Karl-Borromäus-Altar befindet sich eine Wachsarbeit von der Kreuzesvision des heiligen Bernhard von Clairvaux, die ursprünglich nicht zu dem Altar gehörte. In der Ädikula befindet sich eine Schutzengeldarstellung. Die Ädikula des Franz-Sales-Altares zeigt dagegen eine Darstellung des Erzengels Michael mit der Waage.
Im östlichen Teil der Vorhalle befindet sich der Spätrenaissance-Altar der 1690 gegründeten Allerseelenbruderschaft. Das Altarblatt zeigt die Armen Seelen im Fegefeuer. Davor ist ein Missionskreuz mit der Aufschrift „Rette deine Seele“ aufgestellt, das unter dem Korpus auch eine Figur der Schmerzensmutter enthält und von Figuren der Pestheiligen Rochus und Karl Borromäus flankiert wird. In jüngster Zeit wurde hier auch ein Bild des barmherzigen Jesus aufgestellt.

### Übrige Ausstattung
Links neben der östlichen Sakristeitür im Chorraum befindet sich von dem berühmten Barockmaler Joachim von Sandrart geschaffenes Tafelgemälde aus 17. Jahrhundert, das die mystische Vermählung der heiligen Katharina zeigt. Das Bild befindet sich in einem um 1600 entstandenen Ädikularahmen. Oberhalb der Tür sind zwei Holzreliefs aus der Zeit um 1520 zu sehen. Sie zeigen die heilige Odilia (links) und die heilige Apollonia (rechts). Zwischen beiden Figuren befindet sich ein klassizistischer Glasschrein mit Silbervotiven. Ein solcher befindet sich auch oberhalb der gegenüberliegenden Sakristeitür. Dieser wird von zwei Tafelgemälde flankiert, die um 1520 in Schwaben entstanden sind. Sie zeigen die Verkündigung (links) und die Geburt (rechts) Christi. Außerdem befindet sich im Chorraum ein Bilderzyklus mit zwölf kleinen Ölgemälden, die die Geschichte des Gnadenbildes Maria Schnee nachzeichnen.
Zur linken Seite des Josefi-Altares befindet sich die barocke Kanzel aus der Zeit um 1670. Wie auch der Hochaltar stammt sie noch aus dem Vorgängerbau. Am Korpus sind Gemälde der vier Evangelisten zu sehen, am Schalldeckel eine Darstellung des heiligen Augustinus. Gegenüber der Kanzel, also rechts des Herz-Jesu-Altares, ist eine barocke Holzfigurengruppe aus dem Umfeld Christian Jorhans d. Ä. angebracht. Sie zeigt die von einem Strahlenkranz umgebene Schmerzensmutter mit dem toten Christus und weinenden Putten.
In der Karl-Borromäus-Kapelle befindet sich neben dem Kalksteinrelief, das an den Vertragsschluss mit dem Kloster Sankt Emmeram erinnert, auch ein bemerkenswertes Holzrelief der Opferung Mariens aus dem frühen 17. Jahrhundert. Die Kreuzwegstationen in barocken Rahmen wurden von verschiedenen Personen gestiftet. Der Erschaffer der Tafeln ist unbekannt, die 14. Station datiert jedoch den Kreuzwegzyklus auf das Jahr 1741.
Die Orgel auf der Empore über der Vorhalle befindet noch in einem barocken Gehäuse, welches um 1750 entstand. Das zugehörige Instrument, eine einmanualige Orgel mit 12 Registern, stammte von dem Amberger Orgelbauer Johann Konrad Funtsch. Die heutige Orgel mit insgesamt 20 Registern auf zwei Manualen und Pedal wurde 1948 von Michael Weise aus Plattling erbaut und 1991 durch Heribert Heick aus Regensburg überholt.